# Jerome Karle
Jerome Karle (ur. 18 czerwca 1918 w Nowym Jorku, zm. 6 czerwca 2013 w Annandale w stanie Wirginia) – amerykański fizykochemik, laureat Nagrody Nobla w dziedzinie chemii w 1985 wspólnie z Herbertem A. Hauptmanem.
Ukończył Harvard University w 1938, a stopień doktora otrzymał na University of Michigan w 1944.
Wspólnie z żoną (polskiego pochodzenia) – dr Isabellą Karle (1921–2017) brał udział w projekcie Manhattan. W 2002 wspólnie z żoną został doktorem honoris causa Uniwersytetu Jagiellońskiego.
Zmarł w wieku 94 lat w hospicjum w Annandale w stanie Wirginia.